# Niederfischbach
Niederfischbach (mundartlich Föschbe) ist eine Ortsgemeinde im Landkreis Altenkirchen (Westerwald) in Rheinland-Pfalz. Sie gehört der Verbandsgemeinde Kirchen (Sieg) an. Niederfischbach ist gemäß Landesplanung als Grundzentrum ausgewiesen.

## Geographie
Niederfischbach liegt naturräumlich im Freudenberger Bergland und im Westen des Giebelwaldes, also im Tal des mittleren Asdorfer Baches zwischen den Städten Freudenberg und Betzdorf im Siegerland. Nennenswerte Nachbargemeinden bzw. Nachbarsdörfer sind im Uhrzeigersinn Harbach im Westen, Freudenberg im Norden, Niederndorf im Osten und Wehbach im Süden.
Mit der Gemeindefusion aus dem Jahre 1969 hat Niederfischbach 13 namentliche Ortsteile, von denen einer aus der alten Gemeinde Harbach, zwei aus der alten Gemeinde Niederfischbach und zehn aus der ehemaligen Gemeinde Hüttseifen stammen.

 Das sind asdorfabwärts:
- Oberasdorf, ehemals Gemeinde Harbach, im Norden (1 OT)
- das Kerndorf Niederfischbachs im Osten, das nach Süden, am Otterbach, in das evangelische Pfarrgut Mehlberg übergeht (2 OTe)
- westlich an Niederfischbach anschließend Fischbacherhütte; nördlich davon, an der Hüttenseifen, das freistehende Dorf Hüttseifen und der in seiner Bebauung nur 70 m entfernte Weiler Langenbach (3 OTe)
- südwestlich an Fischbacherhütte anschließend Eicherhof, südwestlich davon, am Nebental des Löcherbachs, die Wohnplätze Tüschebachsmühle und Glücksbrunnen (3 OTe) an der gleichnamigen Grube
- südlich von Eicherhof am Ostufer der Weiler Hahnhof und die Wohnplätze Wüstseifen an der gleichnamigen Grube, Altenthal sowie, etwas südwestlich entfernt, die Rentei Junkernthal (4 OTe), wobei Schloss Junkernthal am Westufer sowie die früher zu Hüttseifen gehörige[6] Siedlung Buchenhof im Südosten bereits zu Wehbach bzw. Kirchen gehören

Alle genannten Ortsteile bis auf Mehlberg sind bereits auf der Preußischen Neuaufnahme vom Ende des 19. Jahrhunderts als Ortslagen eingezeichnet. Die Gemeinde Niederfischbach bezeichnet nur die mindestens weilergroßen Oberasdorf, Fischbacherhütte, Hüttseifen, Langendorf, Eicherhof (offenbar nebst Tüschebachsmühle und Glücksbrunnen) und Hahnhof (offenbar nebst Wüstseifen, Altenthal und Junkernthal) als „Ortsteile“, wobei der Kernort nebst Mehlberg nicht genannt wird.
Niederfischbach, Fischbacherhütte und Eicherhof sind heute zusammengewachsen. Die heutige Gemarkung Fischbach ist die alte Gemarkung Niederfischbachs, die um Oberasdorf erweitert wurde. Die Gemarkungsgrenze zwischen Fischbach und der ehemaligen Gemeinde Hüttseifen teilt, zwischen Niederfischbach und Fischbacherhütte, im Süden die Fischbacher Straße: Die Häuser bis Nr. 19 ungerade und Nr. 24 gerade liegen auf Hüttseifer Gemarkung. Dann bildet die Asdorf einen Abschnitt der Grenze. Nördlich der Kreuzung mit der L 280 ist die Adenauerstraße Grenze (ab Nr. 52 abwärts Gemarkung Hüttseifen), die ab Nr. 41 abwärts ganz in der Gemarkung Hüttseifen liegt, ebenso der Hüttseiferweg ab 3 aufwärts, nach Osten bis zur Hüttenseifen.

## Geschichte
Die erste Erwähnung des ursprünglichen Niederfischbach findet sich bereits im Jahr 1377, dort taucht der Ort jedoch noch unter der Bezeichnung „Vispe“ auf. Über die Jahrhunderte hat sich die Schreibweise dann über beispielsweise „Niedernfischpe“ hin zu Niederfischbach entwickelt.
Die heutige Gemeinde wurde am 7. Juni 1969 aus den zuvor selbständigen Gemeinden Niederfischbach (2.856 Einwohner) und Hüttseifen (1.494 Einwohner) sowie einem Gebietsteil der Gemeinde Harbach mit 124 Einwohnern neu gebildet.
Bevölkerungsentwicklung
Die Entwicklung der Einwohnerzahl von Niederfischbach bezogen auf das heutige Gemeindegebiet; die Werte von 1871 bis 1987 beruhen auf Volkszählungen:
| Jahr | Einwohner |
| ---- | --------- |
| 1815 | 874       |
| 1835 | 1.031     |
| 1871 | 1.507     |
| 1905 | 2.344     |
| 1939 | 3.006     |
| 1950 | 3.349     |
| 1961 | 4.051     |

| Jahr | Einwohner |
| ---- | --------- |
| 1970 | 4.623     |
| 1987 | 4.452     |
| 1997 | 4.851     |
| 2005 | 4.892     |
| 2011 | 4.425     |
| 2017 | 4.178     |
| 2020 | 4.108     |

## Politik

### Gemeinderat
Der Gemeinderat in Niederfischbach besteht aus 20 Ratsmitgliedern, die bei der Kommunalwahl am 9. Juni 2024 in einer personalisierten Verhältniswahl gewählt wurden, und dem ehrenamtlichen Ortsbürgermeister als Vorsitzendem.
Die Sitzverteilung im Gemeinderat:
| Wahl | SPD | CDU | FWG | Gesamt   |
| ---- | --- | --- | --- | -------- |
| 2024 | 6   | 14  | –   | 20 Sitze |
| 2019 | 8   | 12  | –   | 20 Sitze |
| 2014 | 9   | 11  | –   | 20 Sitze |
| 2009 | 7   | 13  | –   | 20 Sitze |
| 2004 | 7   | 12  | 1   | 20 Sitze |

### Bürgermeister
Ortsbürgermeister von Niederfischbach ist Dominik Schuh (CDU). Bei der Direktwahl am 26. Mai 2019 wurde er mit einem Stimmenanteil von 61,80 % gewählt und damit Nachfolger von Matthias Otterbach (CDU), der nach 20 Jahren im Amt nicht erneut kandidiert hatte. Bei der Direktwahl am 9. Juni 2024 wurde er als einziger Bewerber mit 87,7 % für weitere fünf Jahre in seinem Amt bestätigt.

### Wappen
Das Wappen ist schräglinksgeteilt von Silber und Blau. Im oberen Bereich befindet sich ein rotes Kleeblattkreuz, unten ist ein silbernes Füllhorn zu sehen.
Das Kleeblatt- oder Mauritiuskreuz weist auf das Patronat des hl. Mauritius und damit auf die historische Bedeutung des Ortes im Mittelalter hin. Das Mauritiuskreuz ist als Symbol in der Darstellung des Mauritius, bei Wappen und Orten, die mit ihm im Zusammenhang stehen, seit dem Mittelalter in Gebrauch. Die alte Kirche des hl. Mauritius, deren Turm uns an der heutigen evangelischen Kirche erhalten geblieben ist, war vermutlich im 11. Jahrhundert Filialkirche von Haiger, später Pfarrkirche. Sie ist das älteste Bauwerk von Niederfischbach.
Die Farben Silber und Rot entsprechen dem Wappen des Kurfürsten von Trier, des ehemaligen Landesherren: in Silber durchgehendes rotes Kreuz.
Das aufrechtstehende silberne Füllhorn ist dem Fischbacher Erstlingstaler von 1750 entnommen. Es stellt den Bezug her zu den Silberfunden und zu der historischen Bedeutung des Bergbaus in der Gemeinde.
Die Wappenfarbe Blau deutet auf den Ursprung des Namens Niederfischbach „Vispe“ hin, in dem das keltische Wort „apa“ für Wasser, kleiner Bachlauf in der Nachsilbe „-pe“ enthalten ist. Dieser Name ist ein Nachweis für das hohe Alter des Ortes, da er aus einer Zeit stammen muss, in der das Wort „apa“ und nicht „Bach“ gebräuchlich war.
(Nach W. Arnold und J. Heinzeling sind die „apa“-Orte unserer Heimat vor 500 n. Chr. gegründet, nach L. Bald sogar noch vor unserer Zeitrechnung. B. Solbach)

### Gemeindepartnerschaft
- Martigné-Ferchaud, Département Ille-et-Vilaine, Frankreich

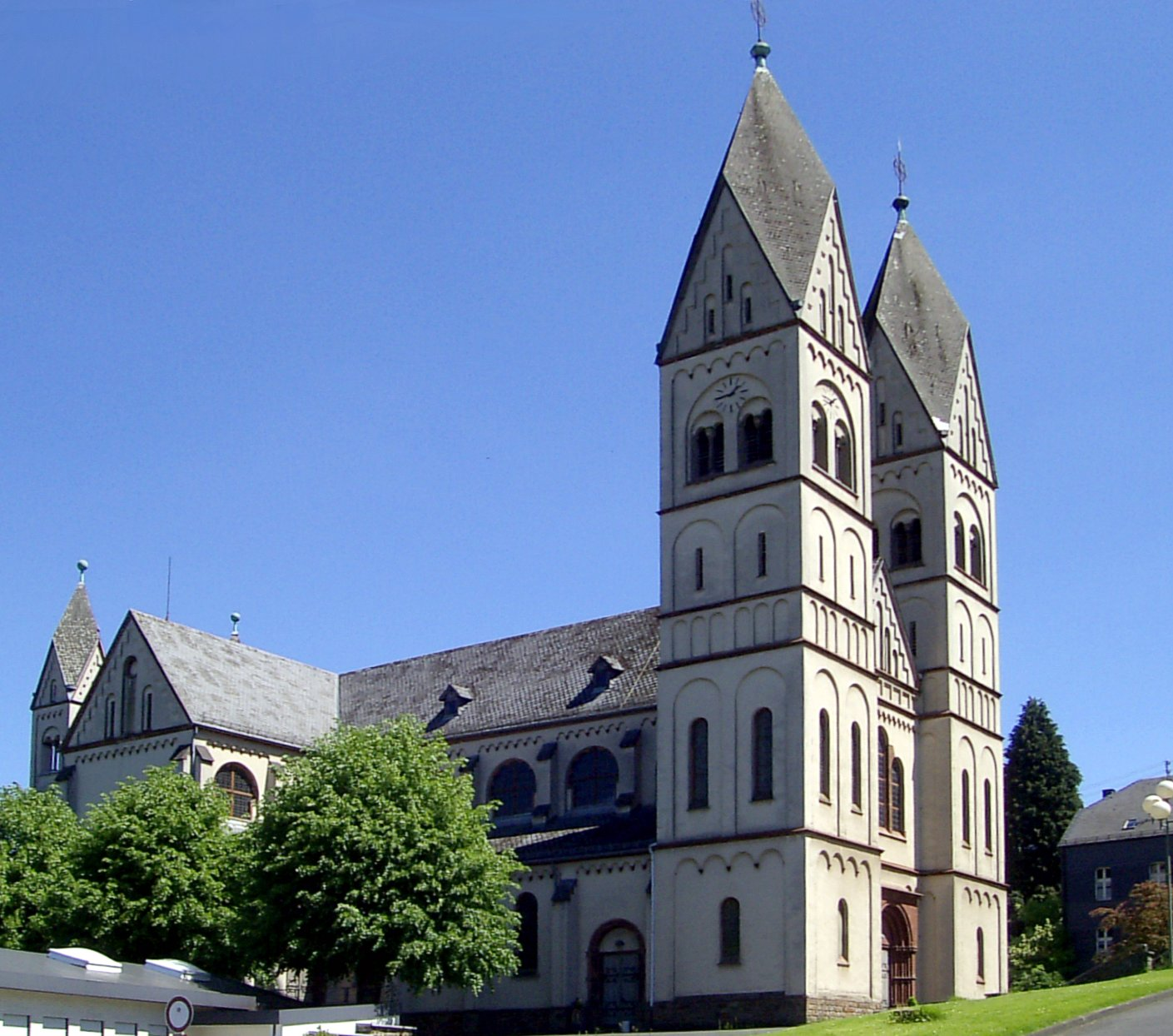
Katholische Kirche St. Mauritius und Gefährten („Siegerländer Dom“)

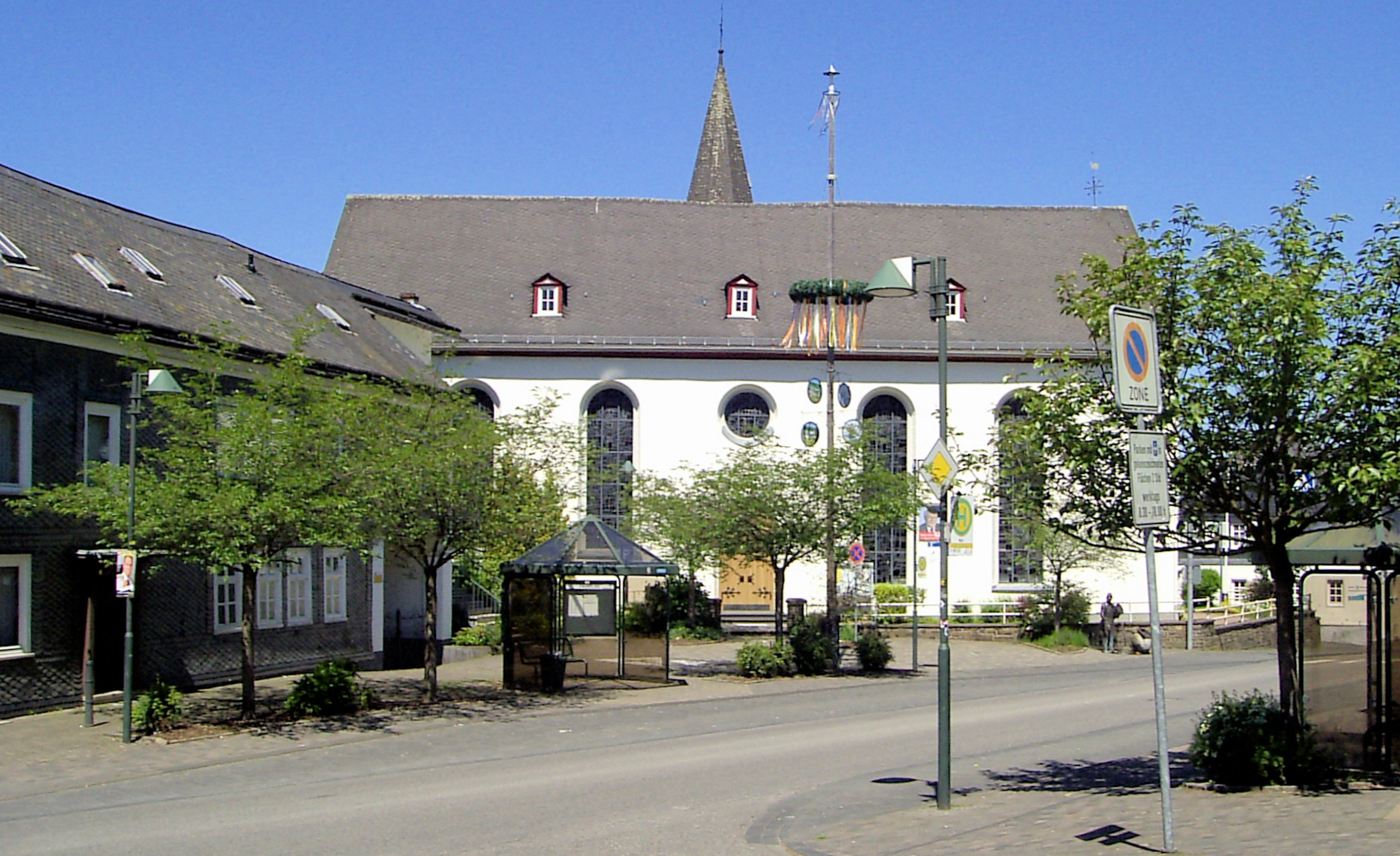
Evangelische Kirche

## Kultur und Sehenswürdigkeiten

### Bauwerke
Die katholische Pfarrkirche St. Mauritius und Gefährten ist die einzige viertürmige Kirche im Kreis Altenkirchen. Die neuromanische Basilika wurde nach den Plänen des Architekten Hermann Ritzfeld 1896 bis 1898 erbaut und von 1956 bis 1958 das erste Mal renoviert. 1986 bis 1990 fand eine weitere, umfangreiche Innenrenovierung statt. Besonders sehenswert ist das Bodenmosaik Die Wurzel Jesse im Mittelgang des Kirchenschiffes. Im Volksmund heißt sie „Siegerländer Dom“.

### Museen
- Eisenbahnmuseum

### Parks
- Tierpark Niederfischbach
- Bürgerpark Asdorftal

### Regelmäßige Veranstaltungen
- Kirmes – 3. Sonntag im August (samstags bis dienstags)
- Karnevalsumzug – Karnevaldienstag
- Brunnenfest – immer 1. Sonntag im Mai
- Kinderfest im Tierpark Niederfischbach
- Marsch zum Bürgerpark (Musikverein)

### Kultur- und Naturdenkmäler
- Liste der Kulturdenkmäler in Niederfischbach
- Liste der Naturdenkmale in Niederfischbach

## Wirtschaft und Infrastruktur

### Verkehrsanbindungen

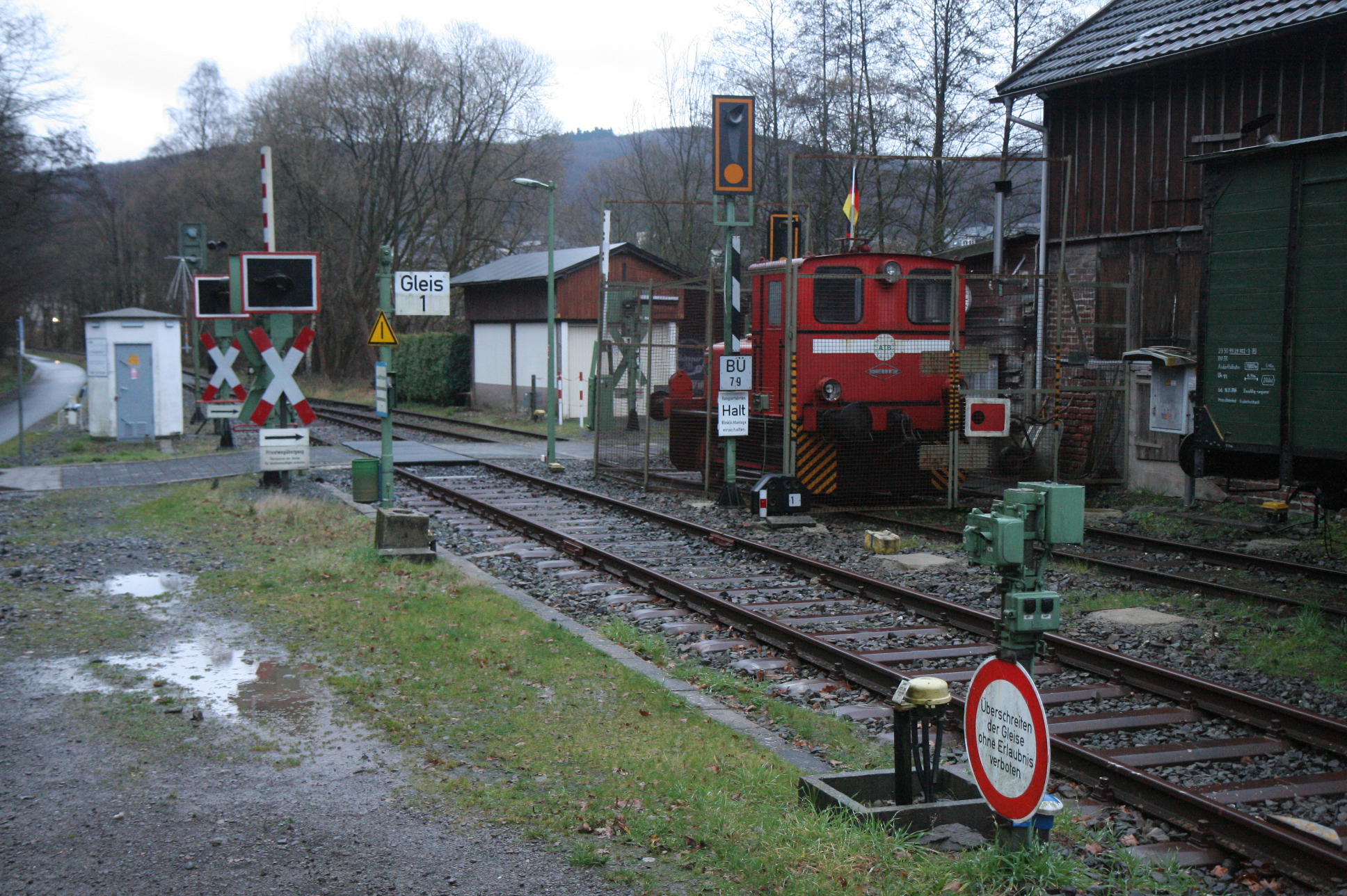
Eisenbahnmuseum

Öffentlicher Nahverkehr findet nur noch mit Bussen statt. Im Verkehrsverbund Rhein-Mosel ist Niederfischbach über die Linie 290 und die Nachtbuslinie N71 an Freudenberg, Kirchen und Betzdorf angebunden, sowie über die Linie 299 an Harbach. Im Westfalentarif verbindet die Linie R39 Niederfischbach mit Siegen.
Bis 1983 gab es in Niederfischbach auch auf der Schiene Personenverkehr. Mit dem Zug konnte man mit der Asdorftalbahn von Betzdorf über Freudenberg und Olpe entlang des Biggesees nach Finnentrop gelangen. 1994 wurde der Güterverkehr eingestellt, im Jahr 2000 wurden die Gleise endgültig abgebaut. Der Bahnhof Kirchen ist über die L280 in knapp 8 km erreichbar. Seit dem Abbau der Schienen verläuft auf der Trasse der Asdorftalradweg. Ein Eisenbahnerverein hat ein Reststück von Gleisen im Bahnhof Niederfischbach erhalten und dort ein paar Fahrzeuge aufgestellt.
Über die Straße hat man eine Verbindung an die A 45 sowie nach Siegen und in den Westerwald.

### Bildung
- W.-E.-Ketteler-Grundschule in Niederfischbach

## Persönlichkeiten

### In Niederfischbach geboren
- Josef Brenner (1899–1967), Politiker (CDU), MdB
- Rudolf Müller (1924–1987), Politiker (CDU), MdB

### Mit Niederfischbach verbunden
- Franz Schwarz (1940–2017), Politiker (SPD), MdL (Rheinland-Pfalz), Gemeinderat und Beigeordneter von Niederfischbach
- Georg Bätzing (* 1961), römisch-katholischer Theologe, Bischof von Limburg, Vorsitzender der Deutschen Bischofskonferenz, in Niederfischbach aufgewachsen